# Санта Маргерита д'Адиђе
Санта Маргерита д'Адиђе (итал. Santa Margherita d'Adige) је насеље у Италији у округу Падова, региону Венето.
Према процени из 2011. у насељу је живело 1394 становника. Насеље се налази на надморској висини од 10 м.

## Становништво
Према резултатима пописа становништва 2011. у општини је живело 2.299 становника.
| 1931. | 1936. | 1951. | 1961. | 1971. | 1981. | 1991. | 2001. | 2011. |
| ----- | ----- | ----- | ----- | ----- | ----- | ----- | ----- | ----- |
| 3.435 | 3.349 | 3.213 | 2.440 | 2.291 | 2.191 | 2.090 | 2.243 | 2.299 |